# Little Hereford
Little Hereford – wieś w Anglii, w hrabstwie Herefordshire. Leży 29 km na północ od miasta Hereford i 196 km na północny zachód od Londynu.